# Joseph Delmont
Joseph Delmont (8 de mayo de 1873-12 de marzo de 1935) fue un director, guionista y actor cinematográfico austriaco. También fue escritor y domador, conocido por su innovador modo de utilizar animales en los rodajes.

## Biografía
Su verdadero nombre era Josef Pollak, y nació en Lichtenau im Waldviertel, en la actual Austria, uno de los 16 hijos de Moses (más adelante Maximilian) Pollak y Resi (o Rösi, más adelante Theresia) Fuchs. Se crio como artista, y con el tiempo como trapecista, en un circo itinerante. Tras un tiempo formándose como trabajador metalúrgico, volvió al circo como adiestrador de animales y domador de leones, habilidad gracias a la cual viajó por el mundo. En 1901 visitó los Estados Unidos, trabajando durante un tiempo como director de un negocio en torno a los animales.
Tras presenciar varios shows de la reciente industria cinematográfica, Delmont se interesó por el nuevo medio, empezando a rodar sus propios filmes en 1903 para la productora Vitagraph. Se trataba de cortos de género western, cintas de un solo rollo y pocos minutos de duración, tras las cuales en 1905 rodó su primera película en dos actos.
En 1910 volvió a Viena donde, entre otras ocupaciones, trabajó para la Österreichisch-Ungarische Kinoindustrie (llamada posteriormente Wiener-Kunstfilm) como cámara. Precisamente como cámara y director técnico participó en el drama cinematográfico austriaco más antiguo de los que se conservan: Der Müller und sein Kind, rodado en 1911. Poco después, sin embargo, fue a Alemania. En Berlín, para compañías como Rex-Ateliers, dirigió, en ocasiones acompañado de Harry Piel, con actores como Fred Sauer, Curt Bois y Ilse Bois, una serie de filmes de aventuras, fantasía y acción. La parte más sensacional de dichas producciones era la participación, extraordinaria para la época, de animales salvajes, característica que hizo muy conocidas sus películas. Para el rodaje de sus películas, Delmont viajó por Panamá, Portugal, Inglaterra, Francia, España y Holanda.
En 1925 finalizó su carrera cinematográfica: su último proyecto fue dirigir ese mismo año Der illionenraub im Rivieraexpreß. A partir de entonces empezó a dedicarse a la escritura, con la cual venía interesándose desde 1892. A lo largo de su vida escribió varias novelas y cuentos, así como numerosos artículos de periódicos. Además de novelas detectivescas y de aventuras, escribió libros relacionados con sus experiencias con el adiestramiento de animales. Con Der Ritt auf dem Funken (1928) publicó una futurista novela de ciencia ficción relative a la posibilidad de viajar con vehículos utilizando corrientes eléctricas. Muchos de sus libros formaron parte de la lista de autores prohibidos durante el período del nacionalsocialismo.
Joseph Delmont falleció en 1935 en Piestany, Checoslovaquia, en la actual Eslovaquia.

## Selección de su filmografía como director
| - Der Müller und sein Kind (I), 1910 (guion) - Der Müller und sein Kind (II), 1911 (cámara y dirección técnica) - Der Streikbrecher, 1911 - Mutter und Sohn, 1911 - Verirrte Seelen, 1911 - Das sechste Gebot, 1912 - Der Fremde, 1912 - Die Puppe, 1912 - Schuld und Sühne, 1912 (guion) - Der wilde Jäger, 1912 (guion) - Dichterlos, 1912 - Das Sterben im Walde, 1912 (guionista, actor) - Das Recht aufs Dasein, 1913 (actor, con Ilse Bois) - Der letzte Akkord, 1913 (guionista) - Das rote Pulver, 1913 (guionista) - Das Tagebuch eines Toten, 1913 - Auf einsamer Insel, 1913 (guionista, actor) - Der geheimnisvolle Klub, 1913 (actor con, entre otros, Ilse Bois y Fred Sauer) - Der Desperado von Panama, 1914 (actor) - Ein Erbe wird gesucht, 1915 - Ein ungeschriebenes Blatt, 1915 (guionista) | - Der Silbertunnel, 1915 - Titanenkampf, 1916 (guionista) - Theophrastus Paracelsus, 1916 (guionista) - Die Töchter des Eichmeisters, 1916 (guionista) - Das Geheimnis des Waldes, 1917 (codirector con Hans Otto Löwenstein, guionista) - Der Bastard, 1919 (guionista) - Margot de Plaisance, 1919 (guionista) - Der Kampf der Geschlechter, 1919 (guionista) - Die Geächteten, 1919 (guionista) - Die Insel der Gezeichneten, 1920 - Madame Recamier / Des Großen Talma letzte Liebe, 1920 - Der König der Manege, 1921 (guionista, actor) - Die eiserne Faust, 1921 - Julot, der Apache, 1921 (guionista) - Der Mann aus Stahl, 1922 - Der Sieg des Maharadscha, 1923 - Marco unter Gauklern und Bestien, 1923 - Mater Dolorosa, 1924 - Um eine Million, 1924 (codirector, guionista) - Der Millionenraub im Rivieraexpreß, 1925-27 |

## Trabajo literario
La Biblioteca nacional de Alemania guarda 15 novelas y otros 11 libros de Joseph Delmont, de los cuales se seleccionan los siguientes:
- Wilde Tiere im Film: Erlebnisse aus meinen Filmaufnahmen in aller Welt. Dieck, Stuttgart 1925 (libro sobre sus experiencias con animales; 14 ediciones)
- Die Stadt unter dem Meere. Leipzig 1925 (novela)
- Juden in Ketten. Leipzig 1926
- Von lustigen Tieren und dummen Menschen: Eine Melange. Neue Berliner Verlags-GmbH, Berlín 1927
- Abenteuer mit wilden Tieren: Erlebnisse e. Raubtierfängers Enßlin & Laiblin, Reutlingen 1927
- Der Gefangene der Wüste Neufeld & Henius, Berlín 1927
- Die Sieben Häuser: Wanderfahrten e. Lausbuben. Grethlein & Co., Leipzig 1927
- Der Ritt auf dem Funken: Phantastischer Zukunftsroman. O. Janke, Berlín 1928
- Der Casanova von Bautzen. Leipzig 1931; nueva edición Lusatia-Verlag, Bautzen 2005
- Die Abenteuer des Johnny Kilburn. F. W. Grunow, Leipzig 1934